# Joseph Trouillet
Pour l’article homonyme, voir Trouillet.
 (octobre 2023).
Joseph Trouillet, né le 24 septembre 1809, à Lixheim (en Meurthe jusqu'en 1871, aujourd'hui en Moselle), et mort le 12 mars 1887, à Nancy (Meurthe), est un homme d'Église et un bâtisseur éminent
de l'ancien département de la Meurthe.

## Biographie

### Les premières années
Joseph Trouillet est le troisième fils de Martin et Anne Trouillet, agriculteurs à Lixheim.
Il fait ses humanités auprès de ses parents, avant d’être présenté, en 1828, par  l'abbé Heim, curé de Lixheim, au Grand Séminaire de Nancy. Après cinq années d'études en philosophie et en théologie, il est tonsuré le 5 juillet 1829 puis est ordonné prêtre, le 27 novembre 1833.

### L'homme d'Église
Au cours de ses 54 ans de sacerdoce, Joseph Trouillet occupe quatre ministères ecclésiastiques :
- Vicariat de l'église Saint-Jacques de Lunéville et aumônier de l'hôpital civil et militaire, de 1833 à 1838
- Cure de Chanteheux, de 1838 à 1849
- Cure de l'église Saint-Maur de Lunéville, de 1849 à 1865
- Cure de l'église Saint-Epvre de Nancy, de 1865 à 1887

### Le bâtisseur
Joseph Trouillet est aussi à l'origine de très nombreuses fondations et rénovations d'écoles et d'églises du département de la Meurthe, qu'il finance soit sur ses deniers personnels soit avec les dons faits par de riches familles de Lorraine ou des souverains européens qu'il sollicite, à l'instar de François-Joseph Ier d'Autriche.
- Rénovations :
  - Chapelle de l'hôpital de Lunéville
  - Église Saint-Martin de Moncel-lès-Lunéville

- Poursuites et achèvements de travaux :
  - Basilique Saint-Epvre de Nancy
  - Quartier de la basilique Saint-Epvre de Nancy
  - Église Saint-Mansuy de Nancy
  - Église Saint-Pierre de Nancy
  - Église Saint-Livier

- Édifications nouvelles
  - Cure de Chanteheux, construite en 1838
  - Église Saint-Maur de Lunéville, entre 1849 et 1854
  - Collège Saint-Maur de Lunéville (actuelle Institution Saint-Pierre Fourier), en 1863
  - Asile de Lunéville
  - Hôtels Saint-Martin  et Sainte-Anne de Lunéville, destinés à l'accueil des vieillards
  - Érection de la statue équestre du duc René II de Lorraine, sur le parvis de la basilique Saint-Epvre de Nancy, en 1882

## Les décorations et les dignités
En tant que curé de la paroisse Saint-Epvre de Nancy, Joseph Trouillet est  le gardien des tombeaux des anciens ducs de Lorraines, ancêtres de la Maison d’Autriche. C'est en grande partie ce qui lui vaut d’être fait chevalier de l'Ordre de François-Joseph, par l'empereur lui-même.
Par ailleurs, pour son rôle éminent dans les érections d'églises, d'écoles, et d'autres œuvres de charité en Lorraine, Joseph Trouillet est fait Chevalier de la Légion d’honneur, par l'impératrice des Français Eugénie, en 1866.
Enfin, pour les mêmes raisons, le pape Léon XIII lui confère, en 1879, la dignité de Prélat d'honneur de sa Sainteté, et le titre d'appel Monseigneur qui lui est attaché. Il l'éleva ensuite à la dignité de protonotaire apostolique surnuméraire, le plus haut degré de la prélature inférieure.
Par ailleurs, Joseph Trouillet était chanoine honoraire de Nancy (22 novembre 1854) et de trois autres chapitres cathédraux. 

## Décès
Joseph Trouillet meurt le 12 mars 1887, à Nancy, peu après la fin de la célébration d'une messe.
Il est inhumé dans un tombeau de marbre blanc, aux côtés de Saint-Epvre et de Saint-Pierre Fourier, dans le transept ouest de la basilique Saint-Epvre de Nancy.

## Postérité
De son vivant, Joseph Trouillet jouissait déjà d'une grande popularité, comme le montre la venue de huit prélats, trois abbés mitrés, une centaine de prêtres et pas moins de vingt mille fidèles, lors de son jubilé sacerdotal, fait à Nancy, en 1883. Celle-ci se confirme lors de ses funérailles, célébrées en grande pompe, le 22 mars 1887, par Monseigneur Turinaz, évêque de Nancy, lorsqu'un cortège non moins important vient rendre hommage au prélat.
Enfin, deux rues, l'une à Lunéville, l'autre à Nancy, portent aujourd’hui son nom.